# 布萊恩鎮區 (堪薩斯州克萊縣)
布萊恩鎮區（英語：Blaine Township）為美國堪薩斯州克萊縣的鎮區。2010年美国人口普查中該鎮區人口有239人。

## 地理
布萊恩鎮區涵蓋面積109.59平方（42.31平方英里），境內無城市設立。

### 墓園
根據美國地質調查局的資料，此鎮區擁有2座墓園：
- 里帕布利克城墓園（Republican City Cemetery）
- 威爾遜墓園（Wilson Cemetery）

### 溪流
通過此鎮區的溪流有：
- 切斯納特支流（Chestnut Branch）
- Huntress溪
- 五溪北支流（North Branch Five Creek）
- 奧特溪（Otter Creek）
- 里德溪（Reeder Creek）

## 人口統計
根據2010年美國人口普查，布萊恩鎮區人口有239人，人口密度為2.19人/每平方公里。此鎮區居民之種族有99.16%為白人；0%為非裔美洲人；0%為美洲原住民；0%為亞洲人；0%為太平洋島民；0%為其他種族；另外有0.84%為混血種族。而西班牙裔或拉丁裔美洲人佔此鎮區人口的0.84%。

## 外部連結
- US-Counties.com
- City-Data.com （页面存档备份，存于）